# Daniel Wass
Daniel Wass (Gladsaxe, 31 de maio de 1989) é um futebolista dinamarquês que atua como meio-campista. Atualmente joga pelo Brøndby.

## Carreira
No dia 20 de maio de 2011, foi anunciado que tinha assinado um contrato de 5 anos com o Sport Lisboa e Benfica. Todavia, no dia 22 de julho desse ano, foi emprestado ao Evian sem realizar qualquer jogo oficial pelo Benfica.

### Évian
A 20 de junho de 2012 foi vendido ao Évian por cerca de 2,5 milhões de euros, assinando um contrato de quatro anos com o clube francês.

## Títulos
Valencia
- Copa do Rei: 2018–19